# Phygadeuon akaashii
Phygadeuon akaashii là một loài tò vò trong họ Ichneumonidae.